# 斑鸠蓟
斑鸠蓟（学名：Cirsium vernonioides）是菊科蓟属的植物，是中国的特有植物。分布在中国大陆的广西等地，目前尚未由人工引种栽培。